# Lindener Hafen
Der Lindener Hafen ist ein Binnenhafen in Hannover, der über den Stichkanal Hannover-Linden an den Mittellandkanal angeschlossen ist. Der Hafen befindet sich in den Stadtteilen Linden-Mitte und Limmer.

## Lage

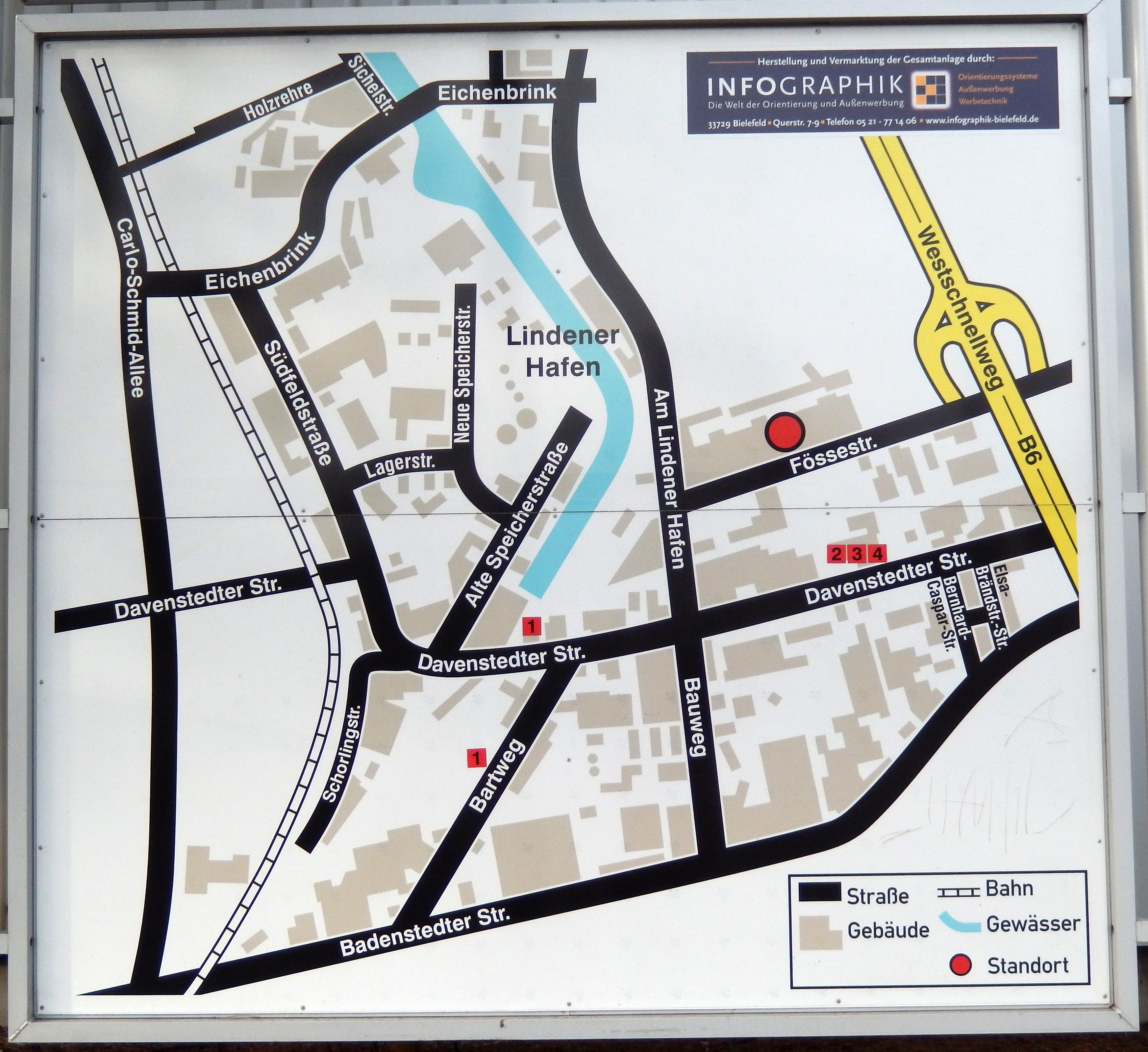
Übersichtskarte mit den Gewerbegebieten

Der Stichkanal Hannover-Linden zweigt in Seelze bei km 149,6 Süd vom Mittellandkanal ab und führt in südöstlicher Richtung bis zur Hafenschleuse Linden. Die Schleuse bei km 9,5 hebt das Kanalniveau um 7,80 m auf die Höhe des Hafenbeckens von 58,1 m ü. NN. An der Hafeneinfahrt besteht bei km 10,15 eine Wendebucht für Gütermotorschiffe bis 90 m Länge. Die Bundeswasserstraße endet bei km 10,78 und das Hafenbecken bei km 11,2. 
Kurz vor der Schleuse zweigt bei km 8,5 Nord der Verbindungskanal zur Leine vom Stichkanal ab, über den Fahrgastschiffe und Sportboote bis zur Ihme fahren können.

Das Hafenbecken wird von der Fösse in einem 90 m langen Düker in West-Ost-Richtung unterquert. Diese fließt dann zunächst weitere 90 m verdolt unter dem Ostkai hinweg und anschließend oberflächig weiter nach Osten, am Fössebad vorbei, zur Leine hin.

## Infrastruktur
Auf dem 70 Hektar großen Hafenareal stehen vier Umschlagkräne an 2.065 m Kailänge. Auf einer Fläche von etwa 1,4 km² sind etwa 50 Betriebe mit rund 3.000 Beschäftigten angesiedelt. Schwerpunkte des Hafens sind Unternehmen der chemischen Industrie, des Mineralölhandels, Speditionen, der Fahrzeugindustrie, Bauwirtschaft, Recyclingwirtschaft sowie des Stahlhandels. Es können dort bis zu acht Schiffe gleichzeitig abgefertigt werden und einige weitere stillliegen. Der Lindener Hafen ist ein bedeutendes Speditions- und Logistikzentrum in Hannover. 1991 erhielt der Lindener Hafen eine Kranbrücke für den trimodalen Umschlag Schiff/Schiene/Straße.

## Hafenbahn
Bereits 1915 bestand im Lindener Hafen ein Bahnanschluss vom Rangierbahnhof Hannover-Linden her. Ab 1930, bis zu seiner Stilllegung im Jahre 1990, war der Bahnhof Küchengarten über die Lindener Hafenbahn an das Gleisnetz angeschlossen. Die städtischen Häfen Hannover betreiben zwölf eigene Lokomotiven und erbringen auf eigener Schieneninfrastruktur Verkehrsleistungen als Industriestammgleis des nichtöffentlichen Verkehrs. Eine Gmeinder D 180 BB wurde bei der Gmeinder Lokomotivenfabrik bestellt und fertiggestellt. Wegen der Insolvenz der Gmeinder Lokomotivenfabrik wurde das Zulassungsverfahren nicht zu Ende geführt. Wegen der fehlenden Zulassung und der nicht gesicherten Ersatzteilversorgung wurde von einer Übernahme Abstand genommen. Am 11. Februar 2013 wurde die stattdessen bestellte Voith Gravita 10BB als „F9“ in Hannover vorgestellt. Seit 2003 besteht im Lindener Hafen das Bahnkombiterminal „Hannover-Leinetor“. Hier werden auf 20.000 m² Fläche Güter im kombinierten Verkehr Schiene-Straße abgefertigt. Die Gleise der Hafenbahn führen zweizügig bis direkt auf das südliche Pier und eingleisig auf das Nördliche. 

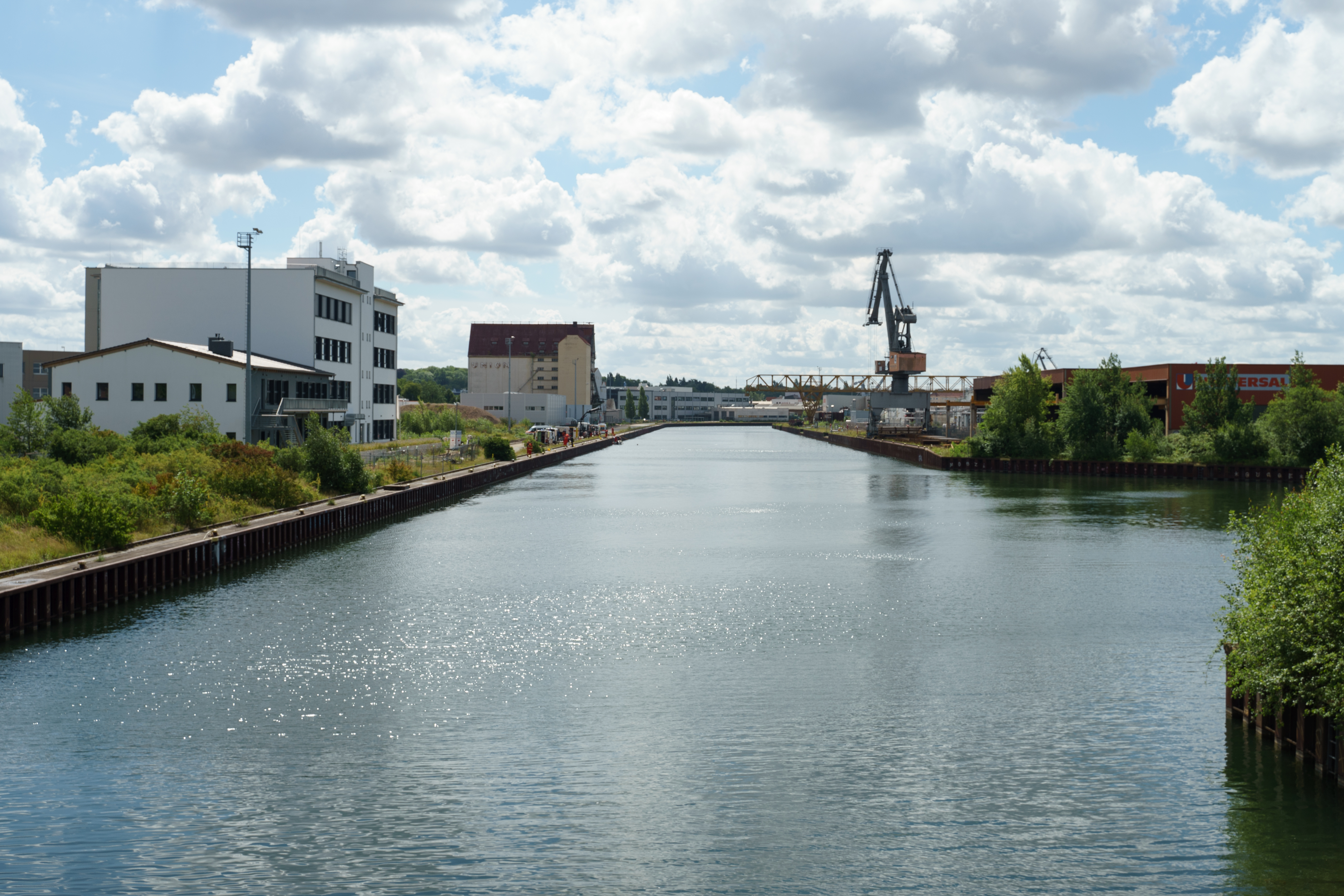
Blick über den Lindener Hafen von der Kanalbrücke der Straße „Eichenbrink“ aus.
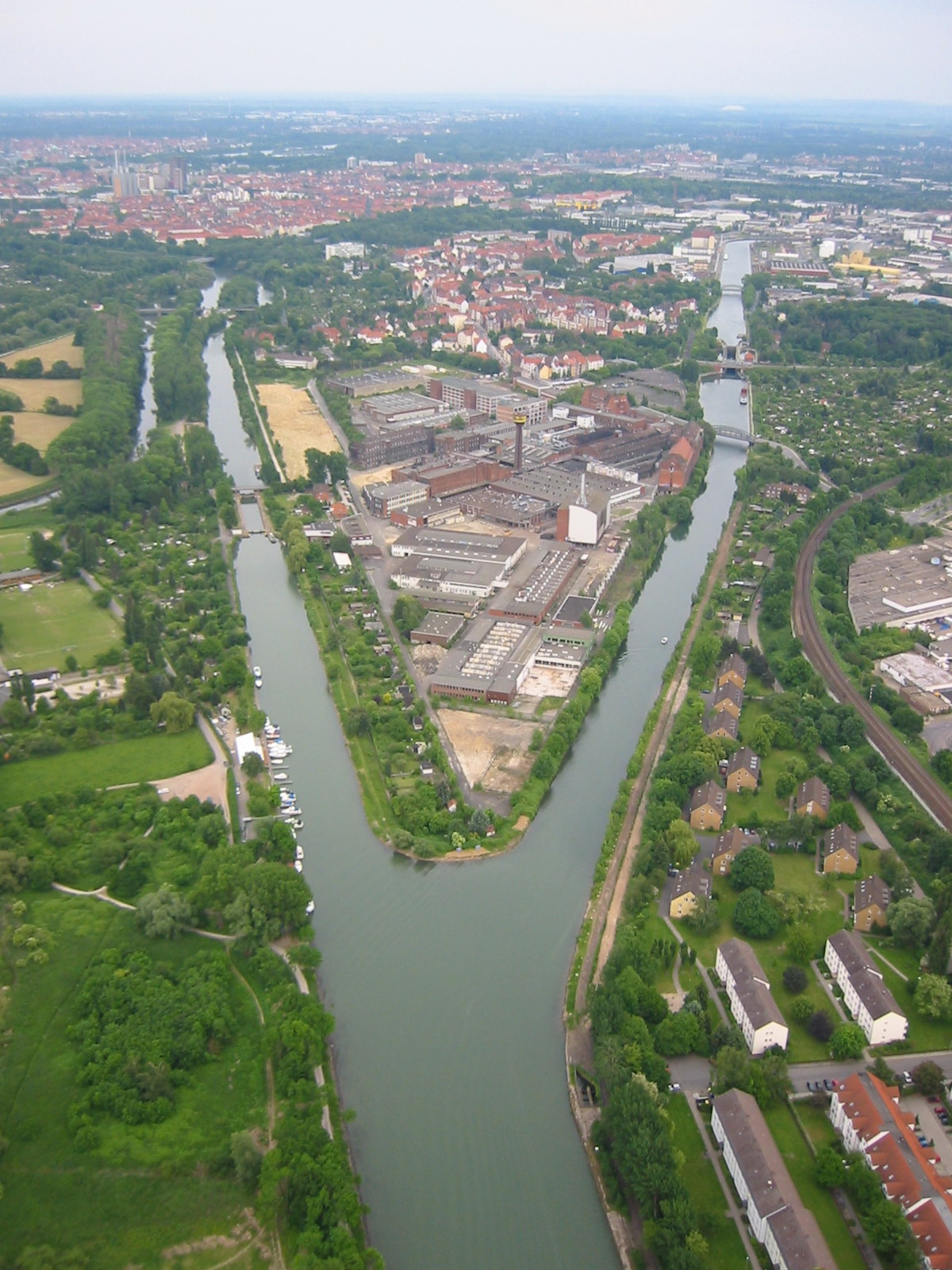
Anschluss über den Stichkanal Linden (rechts; links: Verbindungskanal zur Leine; Lage)
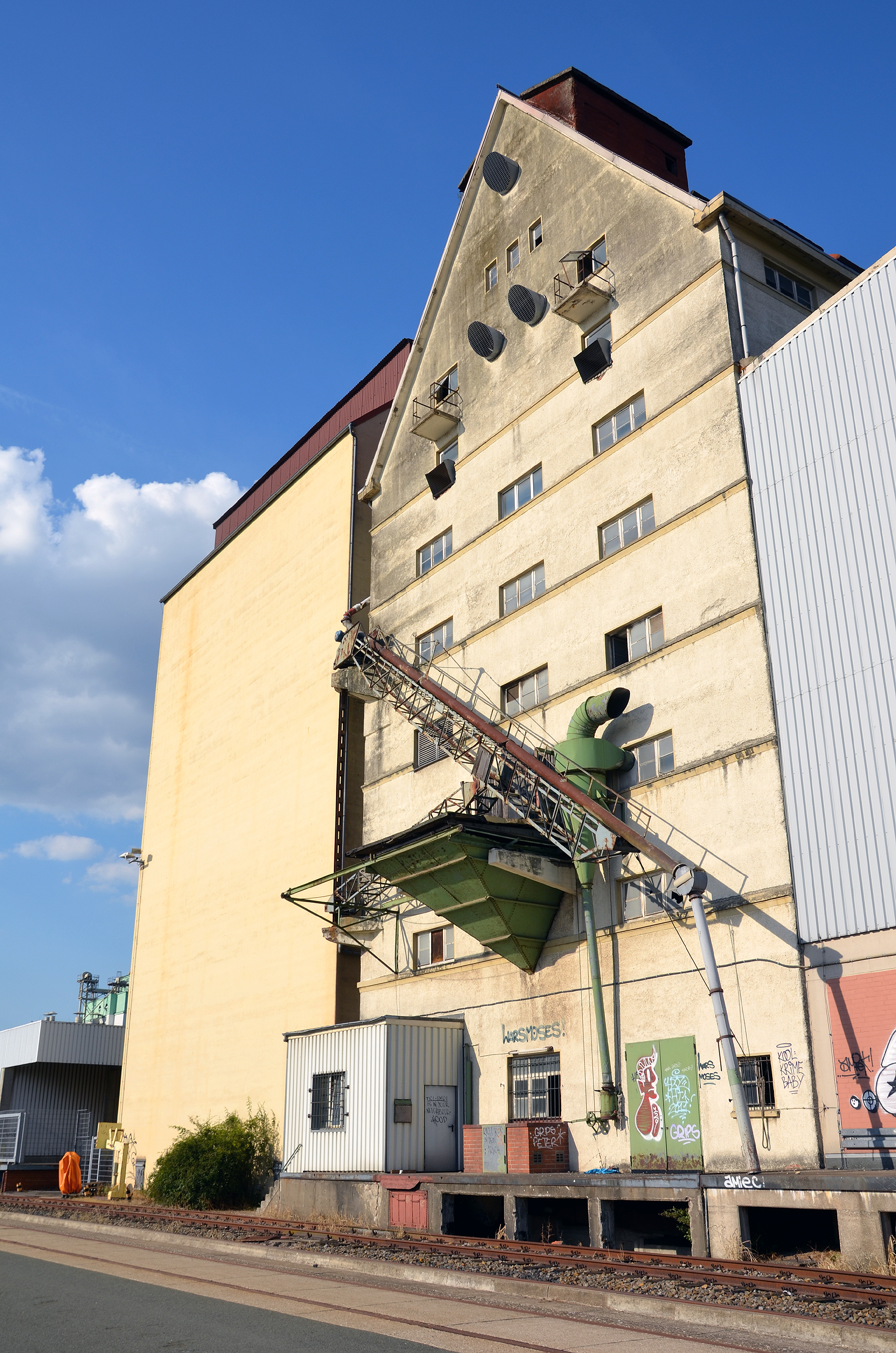
1942 von J. A. Topf & Söhne erbautes Getreidesilo mit späteren Anbauten (Lage)
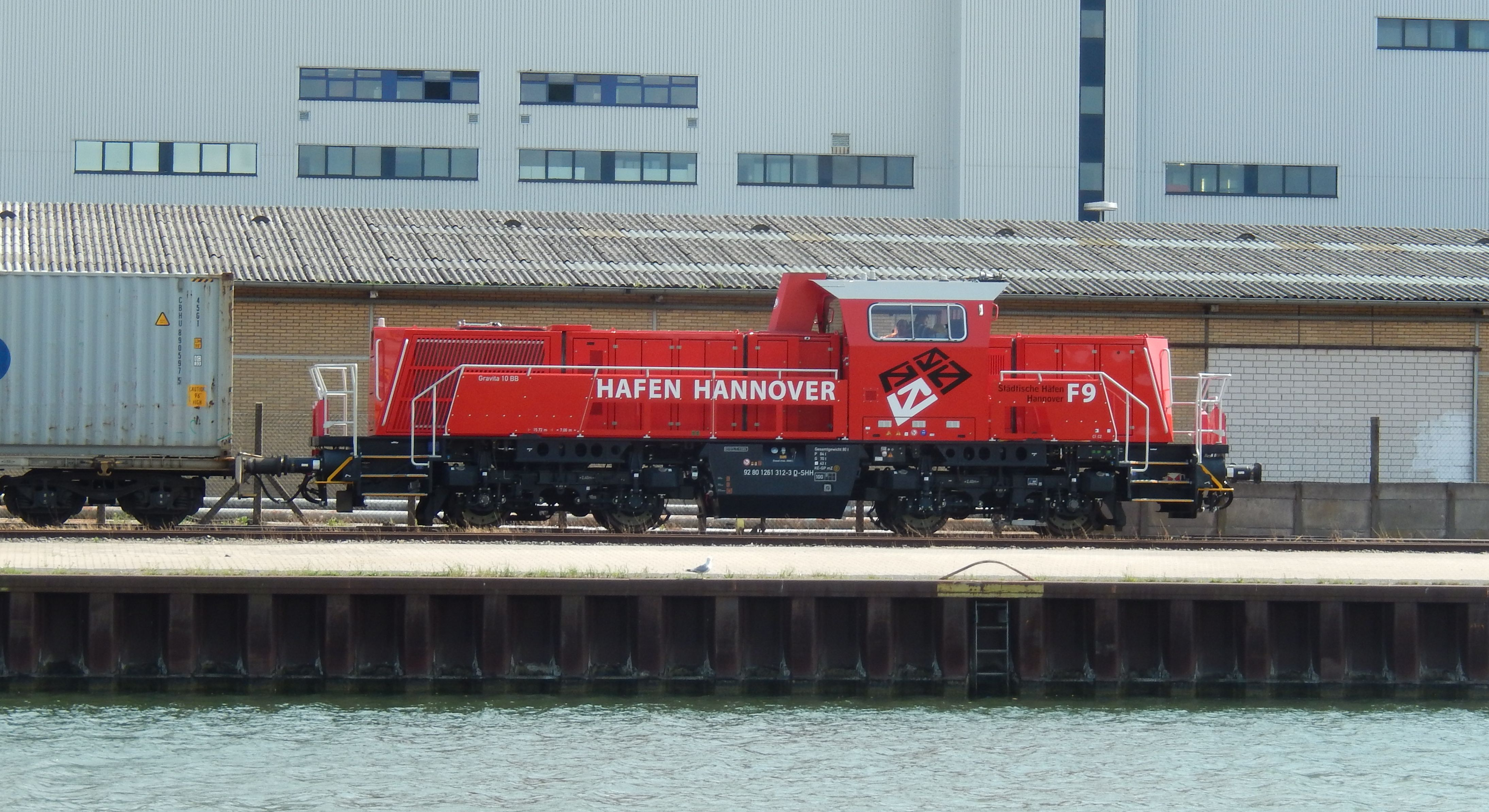
Gravita 10BB als „F9“
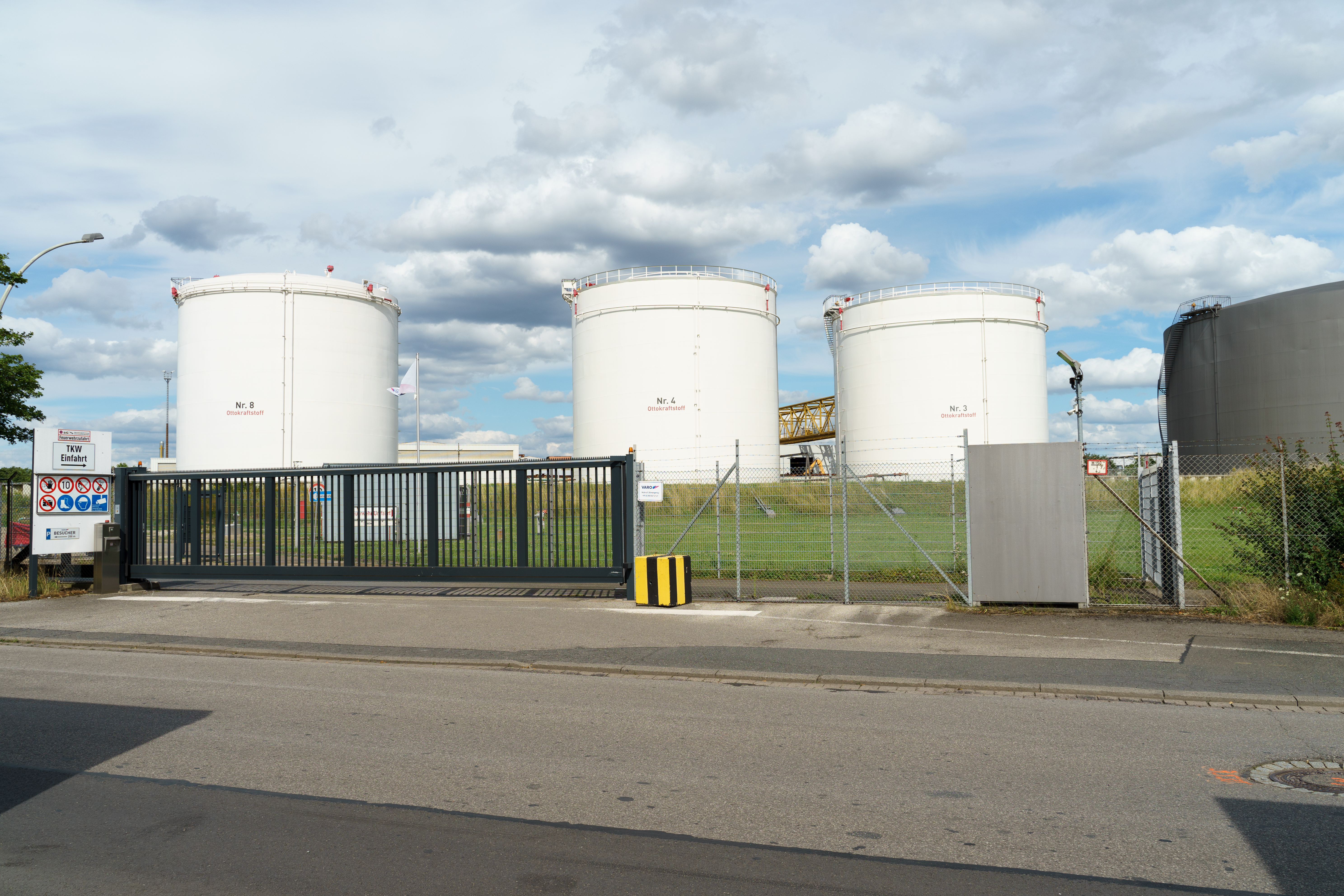
Tanklager im Lindener Hafen zwischen der Neuen Speicherstraße und dem Stichkanal Linden

## Verkehr
Gemeindestraßen erschließen den Hafen Hannover-Linden zu der Bundesstraße 441 im Norden und der Bundesstraße 6 im Osten hin. ÖPNV-Anbindungen bestehen einige hundert Meter südlich, an der Davenstedter Straße. Die Personenschifffahrt bedient den Lindener Hafen nicht und für die Freizeitschifffahrt ist er ungeeignet. Kleinfahrzeuge finden nach der Einfahrt in den Stichkanal Hannover-Linden Anlegemöglichkeiten in den Häfen Seelze.

## Ereignisse
Bei den Luftangriffen der Alliierten am 14. und 15. März 1945 auf den Hafen wurde der Frachtkahn MS Main 68 getroffen und sank. Mit dem Schiff sollten Aktenbestände des Staatsarchivs Düsseldorf in das Salzbergwerk Grasleben bei Helmstedt ausgelagert werden. Die zerstörten und beschädigten Akten werden als Kahnakten bezeichnet. Die beschädigten Akten sind im Staatsarchiv Düsseldorf magaziniert. Die Restaurierung ist bis heute (2017) noch nicht abgeschlossen.